# Істон (Міннесота)
Істон (англ. Easton) — місто (англ. city) в США, в окрузі Феріболт штату Міннесота. Населення — 177 осіб (2020).

## Географія
Істон розташований за координатами 43°45′58″ пн. ш. 93°54′0″ зх. д. / 43.76611° пн. ш. 93.90000° зх. д. (43.766082, -93.899888).  За даними Бюро перепису населення США в 2010 році місто мало площу 2,40 км², уся площа — суходіл.

## Демографія
Згідно з переписом 2010 року, у місті мешкало 199 осіб у 89 домогосподарствах у складі 63 родин. Густота населення становила 83 особи/км².  Було 97 помешкань (40/км²).
Расовий склад населення:
| - 97,5 % — білих - 0,5 % — корінних американців - 2,0 % — осіб інших рас |

До двох чи більше рас належало 0,0 %. Частка іспаномовних становила 4,0 % від усіх жителів.
За віковим діапазоном населення розподілялося таким чином: 22,6 % — особи молодші 18 років, 57,8 % — особи у віці 18—64 років, 19,6 % — особи у віці 65 років та старші. Медіана віку мешканця становила 44,9 року. На 100 осіб жіночої статі у місті припадало 99,0 чоловіків;  на 100 жінок у віці від 18 років та старших — 102,6 чоловіків також старших 18 років.
Середній дохід на одне домашнє господарство  становив 65 469 доларів США (медіана — 59 063), а середній дохід на одну сім'ю — 69 247 доларів (медіана — 62 917). За межею бідності перебувало 9,6 % осіб, у тому числі 16,3 % дітей у віці до 18 років та 2,3 % осіб у віці 65 років та старших.
Цивільне працевлаштоване населення становило 117 осіб. Основні галузі зайнятості: транспорт — 12,0 %, освіта, охорона здоров'я та соціальна допомога — 12,0 %, сільське господарство, лісництво, риболовля — 12,0 %.